# Edi Rama
Edvin (Edi) Rama, albanski politik, slikar, novinar in košarkar; * 4. julij 1964, Tirana. 
Rama je aktualni predsednik vlade Albanije. Pred tem je zasedal številne položaje. Leta 1998 je bil imenovan za ministra za kulturo, mladino in šport, to funkcijo je opravljal do leta 2000. Takrat je bil prvič izvoljen za župana Tirane, ponovno je bil na to mesto izvoljen leta 2003 in 2007. Koalicija levosredinskih strank pod vodstvom Rame je leta 2013 na volitvah premagala desnosredinsko koalicijo okoli Demokratske stranke Albanije takratnega premierja Salija Beriše. Rama je bil na mesto predsednika vlade ponovno imenovan po volitvah leta 2017. Tretji mandat je dobil po parlamentarnih volitvah leta 2021, na katerih je drugič zapored premagal kandidata Demokratske stranke Albanije Lulzima Bašo. Je edini albanski premier v zgodovini, ki je zmagal na treh parlamentarnih volitvah zapored. Njegova stranka je zmagala na vseh petih albanskih volitvah od leta 2013 (vključno z dvojnimi lokalnimi).
Bil je eden od pobudnikov Odprtega Balkana, ekonomske cone držav Zahodnega Balkana, ki naj bi zagotavljala "štiri svoboščine".

## Galerija
- Rama in Sebastian Kurz.
- Rama in avstrijska zunanja ministrica Karin Kneissl.
- Rama in izraelski predsednik Reuven Rivlin.
- Z ameriškim zunanjim ministrom Mikeom Pompeom.
- Ob potresu v Albaniji z evropskim komisarjem za krizno upravljanje Janezom Lenarčičem.
- Srečanje OVSE 2015 na Dunaju.